# Luis Cernuda

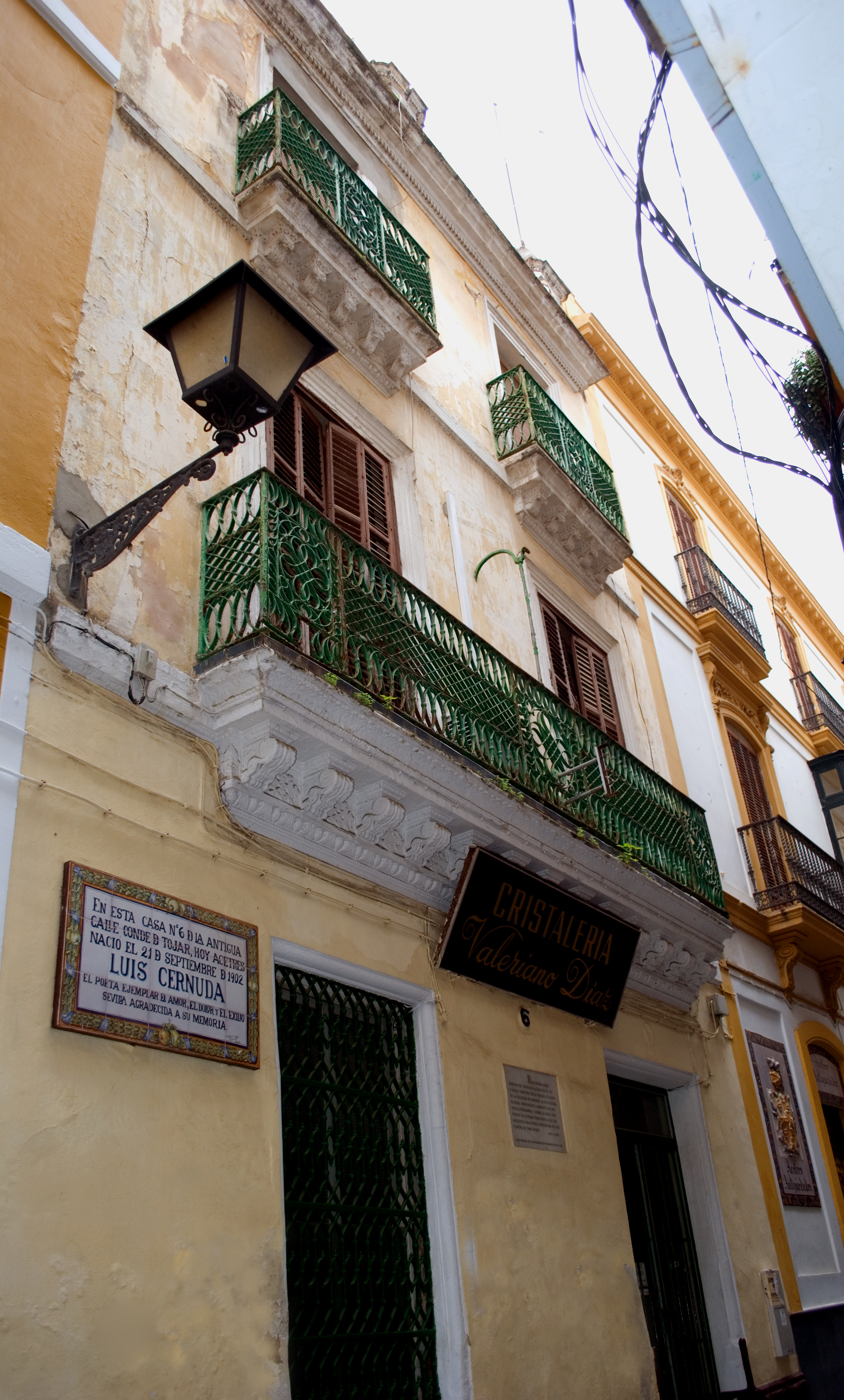
Casa natal de Luis Cernuda a la ciutat de Sevilla

Luis Cernuda Bidón, més conegut simplement com a Luis Cernuda (Sevilla, 21 de setembre del 1902 – ciutat de Mèxic, 5 de novembre del 1963) va ser un destacat poeta en castellà integrant de la generació del 27 i crític literari. La seva poesia intimista i romàntica segueix les directrius mètriques innovadores d'aquesta generació, encara que les seves idees es desvien del pensament general del grup.
Cernuda confessa obertament la seva homosexualitat, fet que li evita en part una angoixa personal, però que condiciona gran part de la seva obra, com en el poema Si el hombre pudiera decir (Si l'home pogués dir).
Els ideals republicans influeixen també, en menor mesura, la seva poesia; però el porten a l'exili i a partir de la Guerra Civil escriu des de l'estranger. Durant l'exili sol tractar el tema de la nostàlgia, la soletat i la marginació per la crueltat social, acabant de depurar el seu estil.
Ell anomenà la seva obra completa La realidad y el deseo (La realitat i el desig), expressant molt bé la dissociació de la seva passió i desig, de la realitat de la societat i el món en el qual viu. La seva producció literària està influenciada tant per Pedro Salinas, membre també de la generació del 27, de qui fou alumne a la universitat, com per Bécquer, Góngora i fins i tot Shakespeare. Les característiques de la seva poesia són les evocadores però senzilles imatges, les metàfores, el seu anhel per l'amor i els tocs surrealistes.